# Christina von Wackerbarth
Christina von Wackerbarth (Braunschweig, 16 december 1954) is een Duits-Vlaams journaliste en onderneemster. Van 1 september 1999 tot april 2003 was ze programmadirecteur televisie bij de VRT.

## Biografie
Wackerbarth studeerde Romaanse filologie in Antwerpen en gaf aanvankelijk tussen 1976 en 1979 Franse les. Daarna werd ze assistente Frans aan het Liceo Scientifico Fracastoro in Verona, Italië, waar ze van 1979 tot 1980 ook lessen Duits onderwees bij het bedrijf BMW.
Haar journalistieke carrière begon bij de Tijdschriften Uitgevers Maatschappij ("Tum") (tegenwoordig Mediaxis). Ze werd chef-redacteur van het tijdschrift Flair en vervolgens hoofdredactrice van de Franstalige uitgaven van dit magazine. Later werkte Wackerbarth ook voor Libelle. Na het overlijden van Flair's directeur Wiel Elbersen was ze tijdelijk zijn vervanger. Ze was ook chief operator van de VNU in Haarlem, waar ze verantwoordelijk is voor de internationale tijdschriftendivisie.
Vanaf 1 september 1999 tot april 2003 volgde Wackerbarth Piet Van Roe op als algemeen directeur televisie bij de VRT. Net als Bert De Graeve had ze geen enkele ervaring in televisie toen ze haar topfunctie bij de Vlaamse openbare omroep mocht uitoefenen. Nadien werd ze opgevolgd door Aimé Van Hecke.
Sinds haar ontslag bij de VRT was Wackerbarth tussen 2003 en 2004 onafhankelijk bestuurder bij Sanoma Magazines Belgium. is ze in 2004 leadership development coach bij INSEAD en sinds 2005 non executive board member bij Barco.
Zij was eveneens bestuurder bij Mobistar en is sinds januari 2019 voorzitter van de raad van bestuur van de Belgische vzw Close the Gap.